# Baylissite
La baylissite è un minerale.